# Rivarolo Canavese
Rivarolo Canavese es una localidad y comune italiana de la provincia de Turín, región de Piamonte, con 12.307 habitantes.

## Evolución demográfica
| Gráfica de evolución demográfica de Rivarolo Canavese entre 1861 y 2001 |
|                                                                         |
| Fuente ISTAT - elaboración gráfica de Wikipedia                         |

## Ciudades hermanadas
- Sunchales, Argentina (1997)[4]